# Дијана Хркаловић
Дијана Хркаловић (Београд, 18. јула 1987) српска je политичарка и бивша државна секретарка Министарства унутрашњих послова (МУП) у првој Влади Републике Србије којом је руководила  Ана Брнабић.

## Биографија

### Порекло и детињство
Њена породица је пореклом из села Дољани у Лици. Деда јој је убијен на кућном прагу од стране хрватских снага током операције Олуја.
Одрасла је у родном граду са родитељима и братом Дејаном. Њен отац, Дане Хркаловић, као и бивши председник Управног одбора Аграрног фонда општине Пожаревац, и власник сточарске задруге Сточар ДХ из Пожаревца. Хркаловић је био директор Пожаревачке пољопривредно-саветодавне и стручне службе (ПССС), која је у жижу јавности дошла у октобру 2020. године када је Немања Рујевић, новинар медијске куће Дојче веле, објавио информацију да је као директор ПССС-а наводно злоупотребио свој положај одговорног лица што је нанело огромну материјалну штету предузећу којим управља.

### Образовање
Дијана Хркаловић је основну школу и гимназију завршила у Београду, смер природно-математички смер. Дипломирала је психологију на Филозофском факултету Универзитета у Београду. Касније је завршила мастер студије на истом факултету. Докторирала је средином 2020. године.

## Каријера
Дијана Хркаловић почела је да се бави политиком као студент Филозофског факултета. Већ 2008. године кандидовала се за посланика у Скупштини Србије. Била је 80. кандидат на листи Покрета снага Србије — Богољуб Карић, али није добила мандат. У међувремену се придружила Српској напредној странци Александра Вучића, а на изборима 2012. освојила је мандат одборника у Скупштини града Београда. Функцију одборника обављала је од 12. јуна до 14. децембра 2012. године. Након што је дипломирала, шест месеци је радила у Безбедносно-информативној агенцији на оперативним питањима. Крајем априла 2014. године МУП и Безбедносно-информативна агенција потписали су Уговор о преузимању државног службеника, па је 30. априла те године Дијана Хркаловић распоређена на место заменика начелника Генералштаба у Министарству унутрашњих послова Небојше Стефановића. Преласком у Министарство унутрашњих послова стекла је звање полицијског инспектора.

#### Оспоравања и контроверзе око њеног избора
Средином јула 2015. године изабрана је за секретара Управе криминалистичке полиције. Реакције на њен избор биле су контрадикторне, а неки политички синдикати побунили су се против одлуке руководства МУП-а. Тадашњи министар унутрашњих послова, на сличне примедбе опозиције у Скупштини Србије, бранио је њен избор изјавом да је „изузетна личност и изузетан радник“. Да је министар Стефановић задовољан радом Дијане Хркаловић потврђено је 20. октобра 2016. године, када је изабрана за председника Надзорног одбора Завода за здравствену заштиту радника МУП-а.

#### Државни секретар Министарства унутрашњих послова Републике Србије
Хркаловић је 10. јула 2017. године именована за државног секретара Министарства унутрашњих послова Србије. Она је била део делегације Министарства унутрашњих послова Србије на Генералној скупштини Интерпола 20. новембра 2018. године, када је изгласано примање самопроглашене Републике Косово у ту организацију. Представници Косова нису успели да обезбеде двотрећинску већину за пријем у Интерпол, а Стефановић је то описао као „победу“ Србије. Матица српска у Новом Саду јој је 2018. године доделила награду Капетан Миша Атанасијевић за иновативност, пословну способност и квалитет у раду. Иако су припадници полицијских служби били добро упознати са њеним радом и напретком у сектору, нови државни секретар привукао је пажњу домаће јавности одлукама које је донела и контроверзама о којима су новинари писали.

#### Оставка на позицију државног секретара МУП-а Србије
Министар Стефановић најавио је 29. маја 2019. године, а 30. маја исте године Влада је потврдила да је Дијана Хркаловић напустила полицију, и пожелела јој успех у даљем раду и личном животу. Разрешена је одлуком владе, али не наводећи да је то учињено на њен лични захтев. Бивша државна секретарка се том приликом једно време није оглашавала, а неколико месеци касније је у једном интервјуу изјавила да је нико није отерао из полиције, већ да је због борбе против опаке болести отишла сама.

## Контровезе

#### Контроверзе око локалних избора у Лучанима 2018.
На дан након локалних избора 2018. у Лучанима дошла у сукоб са опозиционим политичарем Бошком Обрадовићем. Наиме, лидер Покрета Двери и његове присталице ушли су у полицијску станицу у Гучи и затражили ослобађање једног њиховог активисте који је ухапшен због напада на новинара. Поред локалних званичника, у полицијској станици их је дочекала и државна секретарка Дијана Хркаловић. Ушла је у вербални сукоб са Обрадовићем, а снимак те расправе проширио се медијима. Тадашњи министар Небојша Стефановић изјавио је да је она била у Лучанима по његовом налогу како би „заштитила своје колеге полицајце“. Стефановић је понудио оставку председнику Александру Вучићу, али је он то одбио.

#### Скандали око афере прислушкивање
Након што је афера Прислушкивање угледала светло дана крајем 2020. године, Дијана Хркаловић се поново нашла у центру пажње. Наиме, откривено је да је полиција прислушкивала председника Србије Александра Вучића и чланове његове породице, а многи су оптужили Дијану Хркаловић да је та која је наредила те послове, те да је покушала да уради тзв. тихи пуч. Вечерње новости су пренеле да је она међу готово педесет људи који су саслушани у предистрази о прислушкивању председника Србије и његове породице и да „није хтела да одговори скоро ни на једно питање.“

#### Оптужбе за организовани криминал
Вељко Беливук је ухапшен 4. фебруара 2021. године. Осим Беливука, ухапшен је и његов најближи сарадник Марко Миљковић и још 15 особа. Беливук клан „све време се скривао иза навијачке групе ФК Партизан, који уопште нису били навијачи, већ озбиљни криминалци“. Беливук је био вођа криминално-навијачке групе под називом Принципи, која окупља чланове бивше групе Јањичари, а коју је до 2016. године водио криминалац Александар Станковић звани Сале Мутави. Беливук је преузео управљање групом након убиства Станковића 2016. Обојица су у полицији наведени као чланови Кавачког клана, који већ дужи низ година ратује са супарничким тимом — Шкаљарци.
Тужилаштво у допису за КРИК тврди да се Хркаловић, некада друга најмоћнија особа у полицији, сумњичи да је чланица криминалне групе коју чини чак 77 људи, али не наводи шта је тачно била њена улога. Ова група је, према сумњама тужилаштва, била умешана у шверц дроге, четири убиства и пет покушаја убистава. Осим Хркаловић, међу осумњиченима су и шеф црногорског кавачког клана Радоје Звицер, као и познати убица из Босне и Херцеговине Дарко Елез за кога је од раније познато да је био у контакту са Хркаловић.
Хркаловић никада није оптужена за организовани криминал, као ни за учешће у убиству. Против ње се, међутим, води поступак за ситнија дела.

## Хапшење и притвор
Бивша државна секретарка Министарства унутрашњих послова Србије Дијана Хркаловић приведена је у петак, 15. октобра 2021. године по налогу МУП-а због сумње да је саучествовала у убиству Властимира Милошевића 30. јануара 2017. године када је приведен Вељко Беливук звани Веља Невоља, али га је Виши суд у мају 2018. године ослободио оптужби. Име Дијане Хркаловић пронађено је и у истрагама још три убиства - адвоката Драгослава Мише Огњановића, Владимира Поповића Попа и Драгослава Милорадовића. Сва тројица су на неки начин били повезани са Луком Бојовићем, који се сматра човеком блиским клану Шкаљар. Сумња се да је Хркаловић блиско повезан са супарничким кланом Кавач. После убиства Поповића побегла је у Израел јер се плашила за сопствени живот. Након 45 дана вратила се у Београд, сазнавши да су „преваранти“, истражујући убиства сопствених људи, сазнали да је наводно умешана у поменуте ликвидације. Вратила се у Србију у страху да би „скалпери“ могли погодити њену породицу. По повратку напушта Министарство унутрашњих послова, мења име у Ника Рина како би се наставила скривати од „превараната“. Променила је и друге личне податке, а у једном тренутку је вратила старо име и презиме.
У поступку пред Посебним одељењем Вишег суда у Београду, заступа је Владимир Ђукановић, посланик Српске напредне странке, Председник одбора за правосуђе и члан Високог савета судства.